# Vláda Stanislava Grosse
Vláda Stanislava Grosse existovala jako koaliční vláda tří politických stran ČSSD, KDU-ČSL a US-DEU v období od 4. srpna 2004 do 25. dubna 2005. Jejím předsedou se stal Stanislav Gross (ČSSD). 
V době jmenování mu bylo 34 let, čímž se stal nejmladším premiérem v historii České republiky a ve své době také nejmladším předsedou vlády zemí Evropské unie.

## Vývoj
Vláda byla v pořadí druhou vládou ČSSD od voleb do poslanecké sněmovny v roce 2002, její existenci ukončila demise premiéra Grosse související s jeho aférou s financováním bytu. 
Dne 25. dubna 2005 byla vystřídána vládou Jiřího Paroubka.

## Legitimita vlády
Legitimita vlády od občanů ČR. (na základě voleb a na začátku vládnutí - pozdější změny v poslaneckých klubech nejsou zohledněny)
| vládní strana         | počet hlasů ve volbách | % zisk  | počet mandátů v PSP ČR | počet křesel ve vládě | předseda strany                                |
| --------------------- | ---------------------- | ------- | ---------------------- | --------------------- | ---------------------------------------------- |
| ČSSD                  | 1 440 279              | 30,20 % | 70                     | 12                    | Stanislav Gross                                |
| KDU-ČSL US-DEU        | 680 671                | 14,21 % | 23 8                   | 3 3                   | KDU-ČSL: Miroslav Kalousek US-DEU: Pavel Němec |
| vládní strany celkově | 2 120 950              | 44,41 % | 101                    | 18                    |                                                |
| ČR celkově            | 4 789 145              | 100 %   | 200                    | -                     |                                                |

## Seznam členů vlády
| Úřad                                                   | Člen vlády       | Člen vlády       | Subjekt | Subjekt        | Nástup do úřadu   | Odchod z úřadu |
| ------------------------------------------------------ | ---------------- | ---------------- | ------- | -------------- | ----------------- | -------------- |
| Předseda vlády                                         | Stanislav Gross  |                  |         | ČSSD           | 26. července 2004 | 25. dubna 2005 |
| 1. místopředseda vlády Ministr práce a sociálních věcí | Zdeněk Škromach  | Zdeněk Škromach  |         | ČSSD           | 4. srpna 2004     | 25. dubna 2005 |
| Místopředseda vlády Ministr spravedlnosti              | Pavel Němec      |                  |         | US-DEU         | 4. srpna 2004     | 25. dubna 2005 |
| Místopředseda vlády Ministr dopravy                    | Milan Šimonovský |                  |         | KDU-ČSL        | 4. srpna 2004     | 25. dubna 2005 |
| Místopředseda vlády pro ekonomiku                      | Martin Jahn      |                  |         | nestr. za ČSSD | 4. srpna 2004     | 25. dubna 2005 |
| Ministr vnitra                                         | František Bublan | František Bublan |         | nestr. za ČSSD | 4. srpna 2004     | 25. dubna 2005 |
| Ministr pro místní rozvoj                              | Jiří Paroubek    | Jiří Paroubek    |         | ČSSD           | 4. srpna 2004     | 25. dubna 2005 |
| Ministryně zdravotnictví                               | Milada Emmerová  | Milada Emmerová  |         | ČSSD           | 4. srpna 2004     | 25. dubna 2005 |
| Ministr financí                                        | Bohuslav Sobotka | Bohuslav Sobotka |         | ČSSD           | 25. dubna 2005    | 16. srpna 2006 |
| Ministr zahraničních věcí                              | Cyril Svoboda    | Cyril Svoboda    |         | KDU-ČSL        | 4. srpna 2004     | 25. dubna 2005 |
| Ministr kultury                                        | Pavel Dostál     |                  |         | ČSSD           | 4. srpna 2004     | 25. dubna 2005 |
| Ministr průmyslu a obchodu                             | Milan Urban      | Milan Urban      |         | ČSSD           | 4. srpna 2004     | 25. dubna 2005 |
| Ministr zemědělství                                    | Jaroslav Palas   | Jaroslav Palas   |         | ČSSD           | 4. srpna 2004     | 25. dubna 2005 |
| Ministryně školství, mládeže a tělovýchovy             | Petra Buzková    | Petra Buzková    |         | ČSSD           | 4. srpna 2004     | 25. dubna 2005 |
| Ministr obrany                                         | Karel Kühnl      | Karel Kühnl      |         | US-DEU         | 4. srpna 2004     | 25. dubna 2005 |
| Ministr životního prostředí                            | Libor Ambrozek   | Libor Ambrozek   |         | KDU-ČSL        | 4. srpna 2004     | 25. dubna 2005 |
| Ministr informatiky                                    | Vladimír Mlynář  | Vladimír Mlynář  |         | US-DEU         | 4. srpna 2004     | 25. dubna 2005 |
| Ministr Předseda Legislativní rady vlády               | Jaroslav Bureš   |                  |         | nestr. za ČSSD | 4. srpna 2004     | 25. dubna 2005 |

## Poměr sil ve vládě

### Počet ministrů
| - ČSSD    | 12 |
| - KDU-ČSL | 3  |
| - US-DEU  | 3  |